# Aira hybrida
Aira hybrida är en gräsart som beskrevs av Charles Gaudichaud-Beaupré. Aira hybrida ingår i släktet småtåtlar, och familjen gräs. Inga underarter finns listade i Catalogue of Life.